# Philipp Lauter
Philipp Lauter (* 31. Juli 2001 in Wiesbaden) ist ein deutscher Volleyballspieler.

## Karriere
Lauter begann seine Karriere beim TuS Eintracht Wiesbaden und wurde Junioren-Nationalspieler. 2018/19 spielte der Mittelblocker mit der zweiten Mannschaft der TG 1862 Rüsselsheim in der Zweiten Liga Süd. Danach studierte er ein Jahr an der Emmanuel University. 2020/21 war er mit den Volleyball Juniors Frankfurt in der Zweiten Liga Nord aktiv und stand gleichzeitig im Kader des Erstligisten United Volleys Frankfurt. Anschließend ging er nach Kanada, wo er an der Brandon University studierte und in der Universitätsmannschaft Bobcats spielte. In der Saison 2024/25 gewannen die Bobcats erstmals die nationale Meisterschaft und der Mittelblocker wurde als wertvollster Spieler ausgezeichnet. 2025 wurde Lauter vom Bundesligisten SWD Powervolleys Düren verpflichtet.